# Taoismo in Italia
Il taoismo in Italia è condotto dalla Chiesa taoista d'Italia, un ente ecclesiastico e spirituale che promuove e diffonde il taoismo come culto e confessione religiosa in Italia e nel mondo . Fondata nel 2013, è la prima istituzione taoista italiana ad adottare un’organizzazione confessionale, ispirandosi ai principi tradizionali del taoismo cinese .

## Storia
La Chiesa Taoista d’Italia trae origine dalla scuola taoista Xuan Wu Pai del Monte Wudang, in Cina . Questa scuola, fondata sul culto di Xuan Wu (una delle principali divinità taoiste e protettore delle arti marziali), è guidata dal maestro You Xuande, quattordicesimo del suo lignaggio . Vincenzo Di Ieso, maestro di arti marziali e iniziato alla Xuan Wu Pai nel 1993 con il nome taoista di Li Xuan Zong, è il fondatore della Chiesa Taoista d’Italia .
Nel 1993 Di Ieso ha creato l’Associazione Taoista Italiana, che ha organizzato il suo primo congresso nel 1997 . La prima iniziazione formale al taoismo in Italia è avvenuta nel 2010, mentre la Giornata Mondiale Taoista è stata celebrata a Caserta dal 2011 . Il 14 novembre 2013, l’Associazione Taoista Italiana si è trasformata nella Chiesa Taoista d’Italia, dotandosi di uno statuto conforme all’ordinamento italiano .

## Finalità e valori
La Chiesa Taoista d’Italia persegue un approccio spirituale basato sull’equilibrio tra il mondo esterno e il mondo interiore, al fine di creare un’armonia globale che connetta l’essere umano all’universo fisico e spirituale . I suoi obiettivi principali sono:
- Promuovere il culto taoista e la meditazione come metodi di realizzazione spirituale [1].
- Formare i ministri di culto e fornire assistenza spirituale ai fedeli [1][3].
- Diffondere la filosofia taoista attraverso attività educative, culturali e religiose [1][2].

L’ente si sostiene esclusivamente tramite donazioni volontarie e rifiuta ogni forma di obbligatorietà economica . L’adesione alla Chiesa è libera e aperta a chiunque senta il bisogno di esplorare la dimensione spirituale .

## Struttura organizzativa
La Chiesa Taoista d’Italia opera attraverso due principali organismi:
- Accademia Superiore di Educazione Taoista: promuove lo studio accademico e la ricerca scientifico-letteraria sui testi e sulle tradizioni taoiste [1],[2]. Organizza corsi triennali di alta formazione per novizi e iniziati, in collaborazione con l’Associazione Taoista Cinese [2],[3].
- Sacro Collegio Ecclesiastico Taoista: si occupa della formazione spirituale e dell’assistenza religiosa dei fedeli, guidando la comunità secondo i principi della scuola Xuan Wu Pai [1],[2].

I membri della Chiesa si distinguono in tre categorie principali:
- Novizi: persone che iniziano il percorso di apprendimento spirituale e praticano la meditazione [2],[3].
- Iniziati: individui che hanno completato un percorso formativo e applicano i principi taoisti alla loro vita quotidiana [2],[3].
- Ecclesiastici (Daoshi): membri che hanno ricevuto un’ulteriore iniziazione religiosa e possono ricoprire ruoli liturgici [2],[3].

## Pratiche spirituali
La meditazione è il fulcro della pratica taoista promossa dalla Chiesa, intesa come metodo per raggiungere la consapevolezza interiore e lo stato spirituale ,. I membri sono tenuti a:
- Rispettare la vita in tutte le sue forme, con un profondo impegno ecologista [1].
- Evitare sostanze che alterino la coscienza [1].
- Coltivare il rispetto reciproco e il dialogo interreligioso [3].

## Statuto e riconoscimento legale
La Chiesa Taoista d’Italia si autodefinisce una confessione religiosa, in conformità con l’articolo 8 della Costituzione Italiana . Lo statuto garantisce l’autonomia dell’ente e prevede:
- L’organizzazione di attività religiose, educative e benefiche [3].
- La possibilità di dialogare con lo Stato italiano per una futura intesa istituzionale [3].
- La gestione democratica attraverso organi come l’Assemblea Generale e il Prefetto Generale, eletto ogni quattro anni [3].

Lo statuto prevede inoltre la creazione di un registro per i ministri di culto e l’Ufficio per il sostentamento del clero taoista .

## Diffusione in Italia
Secondo i dati del 2014, la Chiesa Taoista d’Italia conta 83 membri ufficiali e 16 taoisti religiosi, distribuiti su tutto il territorio nazionale . Partecipano alle attività organizzate dalla Chiesa circa 352 persone non ufficialmente iscritte, mentre oltre 400 seguono i corsi di formazione .